# Средња школа „Лукијан Мушицки” Темерин
Средња школа „Лукијан Мушицки” је једина средња школа у Темерину. Настава се одвија у просторијама дворца „Каштел” у улици Народног фронта 80. Назив је добила по Лукијану Мушицком.

## Историја
Године 1946. у Темерину се отвара Стручна школа за ученике у индустрији и занатству, која је претеча данашње средње школе у овом месту. Кроз своју историју школа је више пута мењала име да би данашњи назив, Средња школа „Лукијан Мушицки”, после много промена добила по једном од најобразованијих писаца свог времена Лукијану Мушицком који је основну школу завршио у Темерину.
Средња школа у Темерину смештена је у дворац „Каштел” из 18. века који је био у власништву породице Фернбах. Ово здање проглашено је за споменик културе 1946. године.
Настава се одвија на два језика, мађарском и српском, а смерови су распоређени кроз три подручја рада: економија, право и администрација, машинство и обрада метала и личне услуге.